# Martin Schymainski
Martin Schymainski (* 24. Februar 1986 in Duisburg) ist ein deutscher Eishockeyspieler, der seit Juni 2023 erneut bei den Füchsen Duisburg aus der Oberliga unter Vertrag steht. Im Verlauf seiner Karriere absolvierte er zudem bereits 688 Spiele für die Krefeld Pinguine, Füchse Duisburg, Iserlohn Roosters, Augsburger Panther und den EHC München in der Deutschen Eishockey Liga.

## Karriere
Martin Schymainski stammt aus dem Nachwuchsbereich des EV Duisburg und spielte ab 2001 für die DNL-Mannschaft des Krefelder EV. In der Spielzeit 2004/05 lief er erstmals für die DEL-Mannschaft der Krefeld Pinguine auf, den Großteil der Saison (37 Spiele) absolvierte er aber für den Förderlizenz-Partner und seinen Heimatverein EV Duisburg, der in dieser Saison in die DEL aufstieg. Deshalb konnte er in der Saison 2005/06 in Deutschlands höchster Spielklasse für den EVD spielen. Nach nur acht Spielen wechselte er zurück in die zweite Liga. Mit den Straubing Tigers gelang 2006 abermals der DEL-Aufstieg. Zur Spielzeit 2006/07 unterschrieb er einen Vertrag bei den Iserlohn Roosters.
Er wurde mit einer Förderlizenz für den EV Landsberg ausgestattet, da der Trainer der Roosters, Geoff Ward, mit dem Landsberger Trainer Larry Mitchell gut befreundet ist. Er besaß einen Vertrag bis 2008, außerdem bestand eine vereinsseitige Option auf ein weiteres Jahr. In der Saison 2008 spielte Martin Schymainski außerdem in der 1. Bundesliga Nord Inline-Skaterhockey für die Highlander Lüdenscheid (15 Punkte in 7 Partien), wo er auf seinen damaligen Teampartner Michael Wolf von den Iserlohn Roosters sowie den DEL-Profi Alexej Dmitriev traf.
Zur Saison 2008/09 wechselte Schymainski zu den Augsburger Panthern, da die Roosters ihre Vertragsoption nicht zogen, und bekam in Augsburg eine Förderlizenz für den EHC München. Mit dem EHC München schaffte er 2010 als Meister der 2. Bundesliga den Aufstieg in die DEL und wechselte anschließend fest zum Münchner Klub. 
2012 kehrte Schymainski zu den Krefeld Pinguinen zurück, bei denen er sich schnell zum Publikumsliebling und später auch zum Leistungsträger entwickelte. 2016 erhielt er einen Fünfjahresvertrag, der bis 2021 Gültigkeit hatte. Zudem war er viele Jahre Mannschaftskapitän des Klubs. Letztlich spielte Schymainski bis November 2021 bei den Pinguinen, ehe er um Auflösung seines Vertrages bat. Danach wechselte er zu den Iserlohn Roosters, für die er schon zuvor gespielt hatte.
Im August 2022 entschied sich Schymainski für einen Vertrag beim Krefelder EV 1981 aus der Eishockey-Oberliga, um parallel eine Umschulung zum Glaser zu machen. Im Jahr darauf schloss er sich den Füchsen Duisburg an.

## Erfolge und Auszeichnungen
- 2005 DEL-Aufstieg mit dem EV Duisburg
- 2006 DEL-Aufstieg mit den Straubing Tigers
- 2010 Meister der 2. Bundesliga und DEL-Aufstieg mit dem EHC München

## Karrierestatistik
Stand: Ende der Saison 2023/24

### International
Vertrat Deutschland bei:
- U20-Junioren-Weltmeisterschaft der Division I 2006

(Legende zur Spielerstatistik: Sp oder GP = absolvierte Spiele; T oder G = erzielte Tore; V oder A = erzielte Assists; Pkt oder Pts = erzielte Scorerpunkte; SM oder PIM = erhaltene Strafminuten; +/− = Plus/Minus-Bilanz; PP = erzielte Überzahltore; SH = erzielte Unterzahltore; GW = erzielte Siegtore; 1 Play-downs/Relegation; Kursiv: Statistik nicht vollständig)